# 比瑙
比瑙是德国巴登-符腾堡州的一个市镇。总面积4.83平方公里，总人口1398人，其中男性721人，女性677人（2011年12月31日），人口密度289人/平方公里。